# Биковка (Костромська область)
Биковка (рос. Быковка) — селище в Мантуровському районі Костромської області Російської Федерації.
Населення становить 51 особу. Входить до складу муніципального утворення Самиловське сільське поселення.

## Історія
Від 1944 року населений пункт належить до Костромської області.
Від 2007 року входить до складу муніципального утворення Самыловское сельское поселение.

## Населення
| 2008 | 2010 | 2014 |
| ---- | ---- | ---- |
| 65   | ↘47  | ↗51  |